# Karl Jauslin

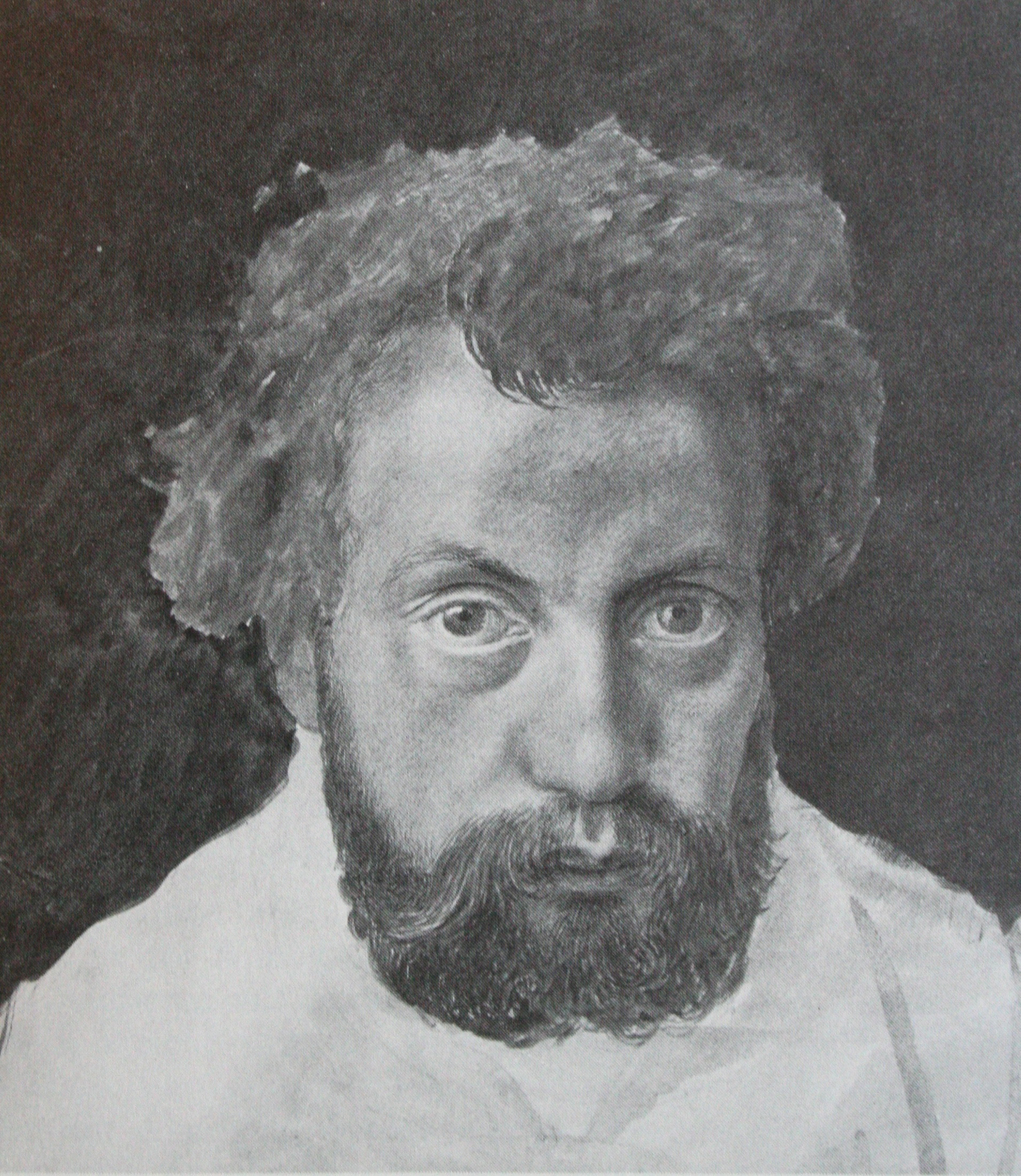
Selbstporträt, um 1870

Karl Jauslin (* 21. Mai 1842 in Muttenz, Kanton Basel-Landschaft, Schweiz; † 12. Oktober 1904 ebenda) war ein Schweizer Maler und Illustrator. Bekannt geworden ist er vor allem als Historienmaler.

## Leben

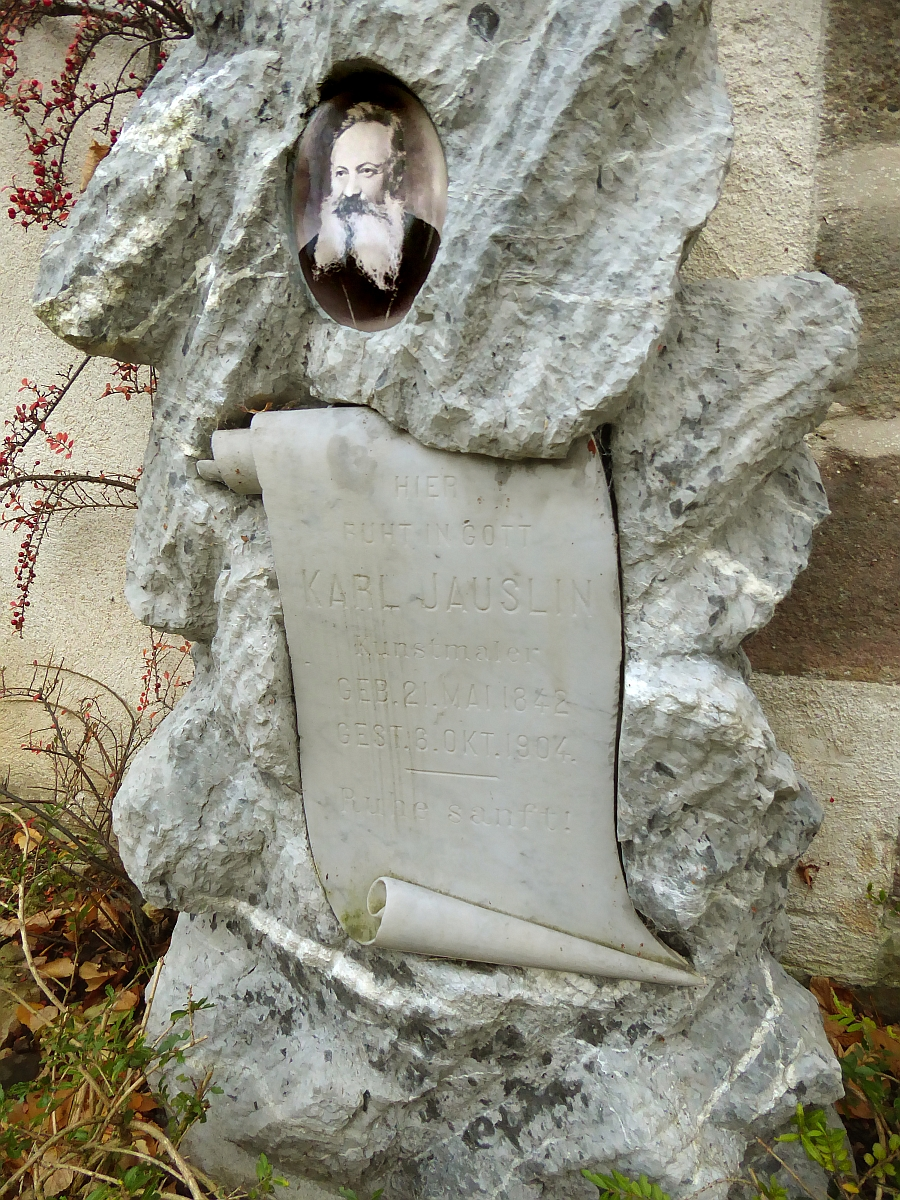
Grabstein innerhalb der Ringmauer der Wehrkirche St. Arbogast in Muttenz, Basel-Landschaft

Karl Jauslin wurde als erstes Kind von Johannes und Maria Jauslin-Leupin geboren. Seine jüngeren Schwestern waren Emma (geboren 1843), Lina (1853) und Bertha (1855). Der Vater arbeitete zunächst als Arbeiter in einem Steinbruch, dann als Knecht bei seinem Schwiegervater und trat schliesslich dem kantonalen Polizeikorps bei. Die häufig wechselnden Arbeitsorte des Vaters führten es mit sich, dass die Familie ihren Wohnort oft wechseln musste.
Jauslin wurde an der Schule in Muttenz von Friedrich Hecker unterrichtet und schrieb später ein Gedicht über seinen harten Schulalltag. Neben Geschichte und Geografie war das Zeichnen Jauslins liebstes Fach. Die zahlreich erhaltenen Blätter aus seiner Kindheit zeigen, dass es ihm vor allem die Helden aus der Schweizergeschichte wie Wilhelm Tell oder Arnold von Winkelried angetan hatten, auch zeichnete er oft Könige, Freiheitskämpfer und Soldaten. Daneben zeichnete er nach der Natur Motive aus seiner Umgebung oder karikierte seine Lehrer oder Mitschüler.
Nach dem Tod seines Vaters 1858 begann für die Familie eine Zeit grosser Armut. Jauslin musste als Handlanger auf Baustellen arbeiten, wechselte aber aus gesundheitlichen Gründen in die Schappesspinnerei von Achilles Alioth in Dornach. In seiner Autobiographie schreibt Jauslin: ...ich ging mit Schmerzen hin weil ich nicht mehr zeichnen konnte, denn das war mein Alles. O der grausam verlorenen Zeit von damals! Zwei Jahre hielt ich diese Qual aus, dann lief ich davon. … Wieder ging ich zu Major Alioth und klagte ihm meine Noth, zeigte ihm meine Zeichnungen und Malereien, was ich noch hatte, denn das Meiste hatte ich aus Verzweiflung in den Ofen geworfen. Herr Alioth erbarmte sich meiner und ich kam in die Lehre nach Basel zu Dekorationsmaler Thommen…
In Bernhard Thommens (1826–1868) gut gehendem Betrieb mit bis zu 30 Angestellten arbeitete Jauslin acht Jahre lang als Dekorationsmaler. Das Lehrgeld bezahlte Alioth in der Meinung, Jauslin werde zum Kunstmaler ausgebildet. Jauslin musste ihm von Zeit zu Zeit ein Bild abliefern, um seine Fortschritte nachzuweisen, obwohl er nicht entsprechend unterrichtet wurde. Zusätzlich besuchte er abends Kurse der Basler Zeichnungs- und Modellierschule, wo er sich mehrere Diplome erwarb. Aus dieser Zeit sind von Jauslin nur wenige Arbeiten erhalten geblieben.

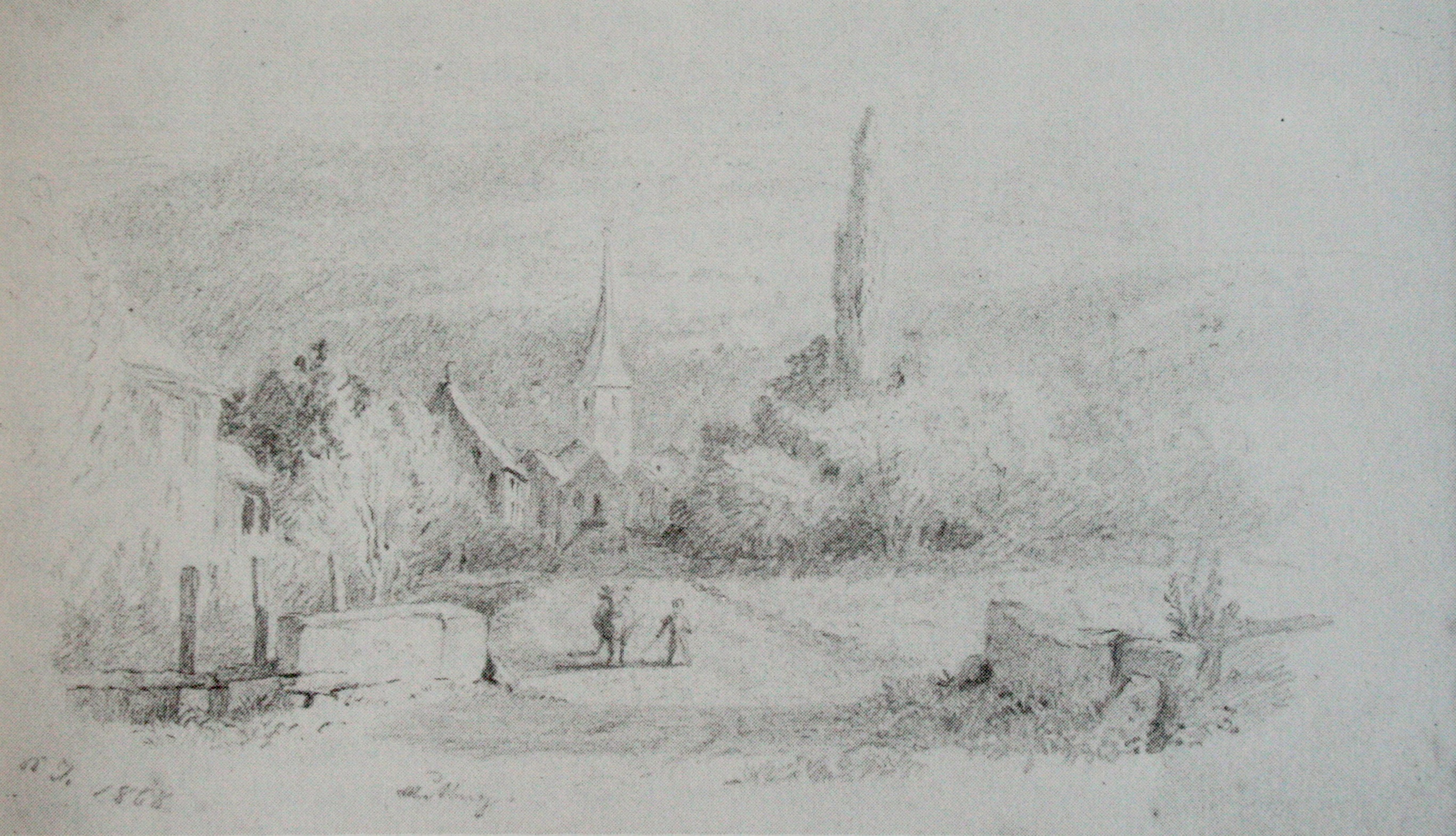
Ansicht von Muttenz, Bleistift, 1868

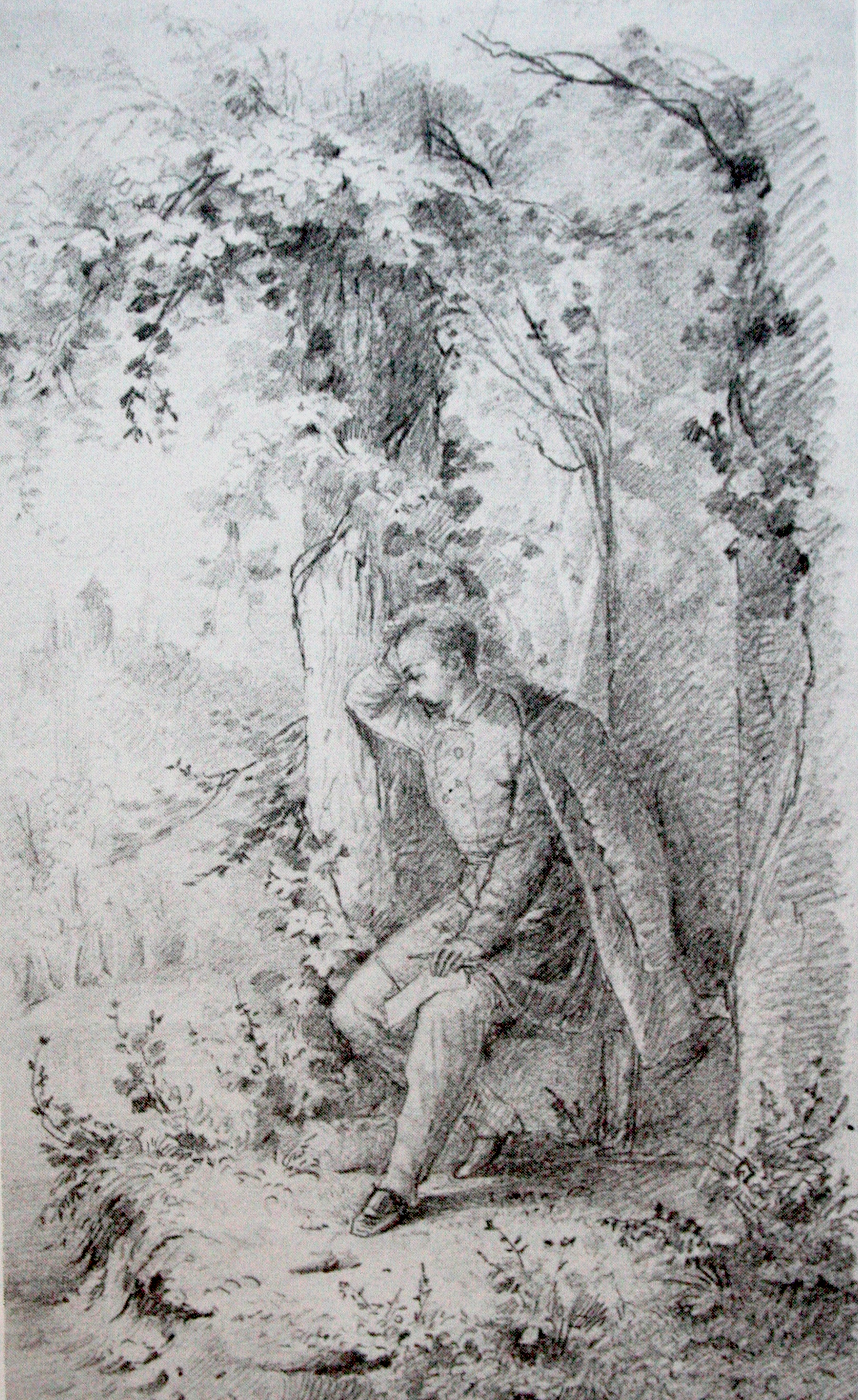
Selbstbildnis, Bleistift, 1868

Aus seiner Freizeit hingegen blieben einige Zeichnungen und Aquarelle erhalten sowie ein kleinformatiges Skizzenbuch mit 58 Blättern aus dem Jahr 1868, in dem Jauslin festgehalten hatte, was ihn bewegte. Eines der Selbstbildnisse zeigt ihn einsam und wehmütig am Waldrand sitzend. Seinen Gemütszustand in jener Zeit bezeichnet Jauslin selbst als «unsäglich wehmütig». Dazu beigetragen hat sicherlich, dass seine Freundin mit ihrer Familie nach Amerika auswanderte. Die Trauer darüber folgte Jauslin noch jahrelang und war der Grund dafür, dass er ledig blieb.
Nach Thommens Tod im Jahr 1868 beschäftigte sich Jauslin zwei Jahre lang mit dem Bemalen von Ofenkacheln und Storen und versuchte erfolglos, seine Bilder zu verkaufen. Nach dem Ausbruch des Deutsch-Französischen Krieges engagierte ihn der Stuttgarter Verleger Eduard Hallberger 1870 als Illustrator von Kriegsszenen für die Familienzeitschrift Über Land und Meer. Für die aktuelle Kriegsberichterstattung war es üblich, dass die Illustratoren zu den schriftlichen Berichten die entsprechenden Zeichnungen lieferten, die zugleich auch formalen künstlerischen Aspekten zu gehorchen hatten. Im Auftrag des Verlags besuchte Jauslin das Lazarett in Karlsruhe, die Beschiessung Strassburgs, die Belagerung Belforts und den Eintritt der Bourbaki-Armee in Les Verrières. Die Aufträge verhalfen Jauslin zu Reisen nach Deutschland und in die Schweiz.
Im Frühjahr 1871 begann der 29-jährige Jauslin ein Studium an der Königlichen Kunstschule Stuttgart. Vier Jahre nahm er Unterricht im Malen, Kupferstechen, Radieren, perspektivischer Zeichnung und Modellieren. Dazu besuchte er Vorlesungen über Kunstgeschichte bei Wilhelm Lübke. Das Studium verdiente sich Jauslin selbst, indem er weiter für den Hallberger Verlag arbeitete. Auch wurde er von seiner Mutter und seinen Schwestern unterstützt.
Für seine Arbeiten erhielt Jauslin mehrere Diplome und Preise. Ein Angebot für ein Stipendium des Kantons Baselland lehnte er ab, da es mit der Verpflichtung verbunden war, später als Zeichnungslehrer zu dienen. Aus dieser Zeit sind vor allem Zeichnungen erhalten; Aktstudien und Zeichnungen «nach der Antike» sowie Zeichnungen von Pferden. Im November reiste Jauslin nach Wien, wo er die Arbeiten der alten Meister wie Breughel, Dürer oder Rubens sowie die italienischen Meister studierte. An der Akademie besuchte der Unterricht in Kostümkunde. Im Krankenhaus zeichnete er anatomische Darstellungen für Publikationen des Mediziners Salomon Stricker.
Im Frühling 1876 kehrte Jauslin wieder in die Schweiz, nach Muttenz zurück, wo er zusammen mit seiner Mutter und den Schwestern lebte. Seine Schwester Bertha heiratete und wanderte mit ihrem Mann nach Amerika aus. 1886 konnten die Jauslins am Wartenberg an der Burggasse in Muttenz ein kleines Haus erwerben, wo der Künstler bis zu seinem Tod lebte. Abgesehen von einigen kurzen Reisen verlief sein Leben äusserlich ruhig. Im September 1904 erlitt Jauslin nach einem Festumzug, an dem er als Bannerträger in historischer Uniform teilgenommen hatte, einen Schlaganfall, an dessen Folgen er zwei Wochen später verstarb. Sein Haus steht heute nicht mehr; aber ein Gedenkstein erinnert an ihn sowie sein Grabstein innerhalb der Ringmauer der Muttenzer Wehrkirche St. Arbogast. Nach Karl Jauslin ist weiter eine Strasse in Muttenz benannt.

## Werke

### Festumzüge

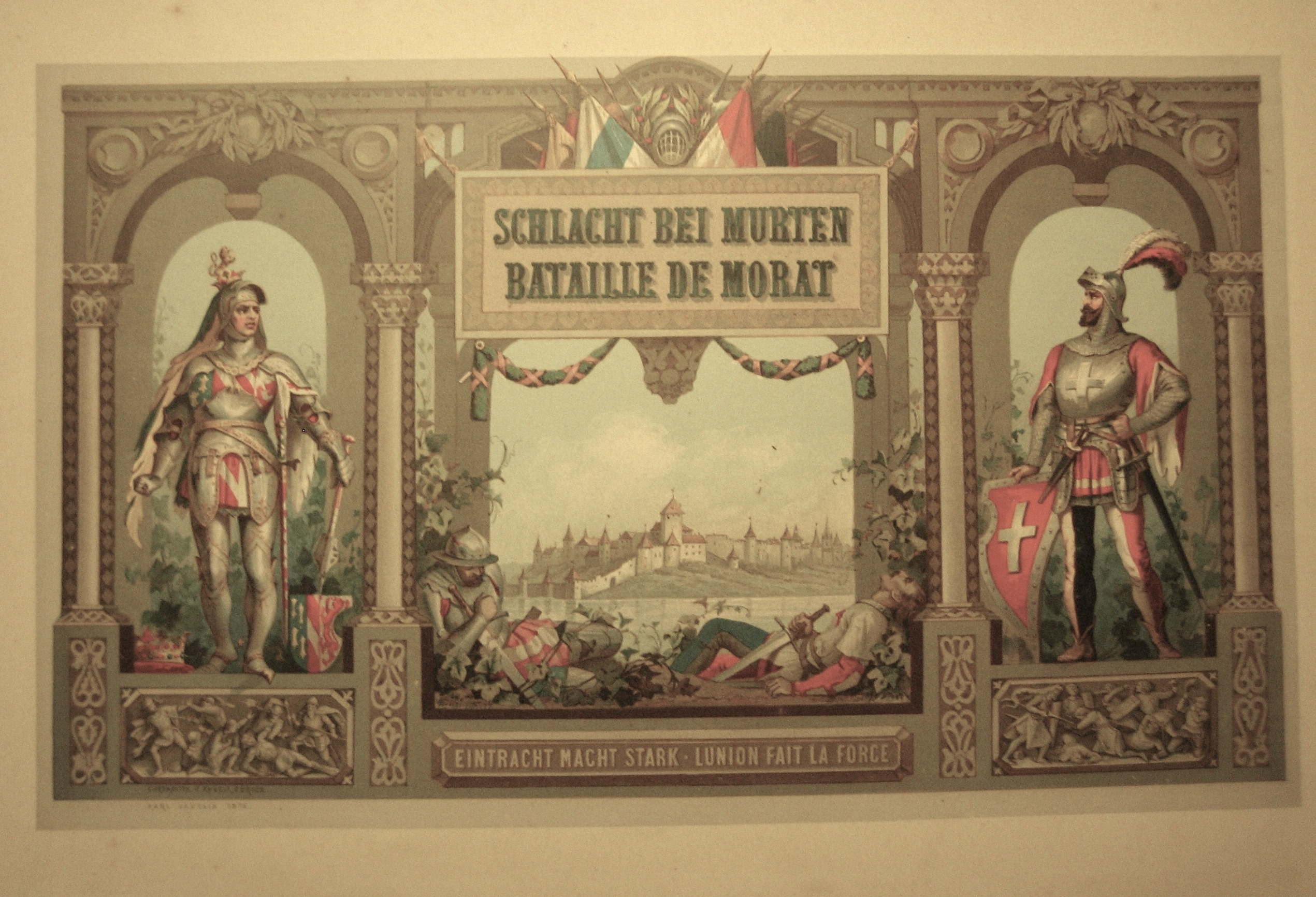
Zeichnung für den Festumzug in Murten

Das Fest zum 400-jährigen Jubiläum der Schlacht bei Murten 1876 veranlasste Jauslin dazu, Wien zu verlassen und nach Hause zurückzukehren. Der Berner Verleger Rudolf Buri, für den Jauslin bereits Aufträge ausgeführt hatte, beauftragte ihn, den Festumzug in Murten zu zeichnen.
Festumzüge erfreuten sich im 19. Jahrhundert grosser Beliebtheit und ihre Gestaltung verlangte grosse kostüm- und waffenkundliche Kenntnisse. Seit den 1870er Jahren gab es Mappen zur Kulturgeschichte europäischer und fremder Völker und illustrierte Blätter zeigten die Kunstgeschichte zahlreicher Länder und Epochen. Im Verlauf der Jahre legte sich Jauslin eine grosse Bibliothek derartiger Nachschlagewerke zu.
Ein Zeichner eines Festzugs musste die Figuren des Umzugs zu Gruppen zusammenzustellen, zusammen mit deren Ausrüstung und Kostümierung. Dann wurden die einzelnen Gruppen in der richtigen Reihenfolge gezeichnet. Jeder Teilnehmer des Zuges wollte sich in der gedruckten Illustration, die vor dem Fest herausgegeben wurde, dargestellt sehen wissen.
Jauslins Darstellung des Zuges erschien als 8,5 Meter langer Leporello, der 1877 im Verlag Buri & Jeker in Bern als grossformatige «Prachtausgabe» in 40 Farblithografien herausgegeben wurde. Die Vorlagen stammten zu gleichen Teilen von Jauslin und Gustav Roux (1828–1885).
Das Fest von Murten machte Jauslin weitherum bekannt, verschaffte ihm Kontakt zu namhaften Illustratoren und war der Auftakt zu seinem Wirken als Gestalter und Zeichner von Festzügen. In Jauslins Nachlass befinden sich über 1000 Blätter mit Kostümskizzen. Jauslin selbst besass mehrere historische Uniformen, Rüstungen und Waffen sowie eine Gliederpuppe, die er anziehen und als Modell nutzen konnte.

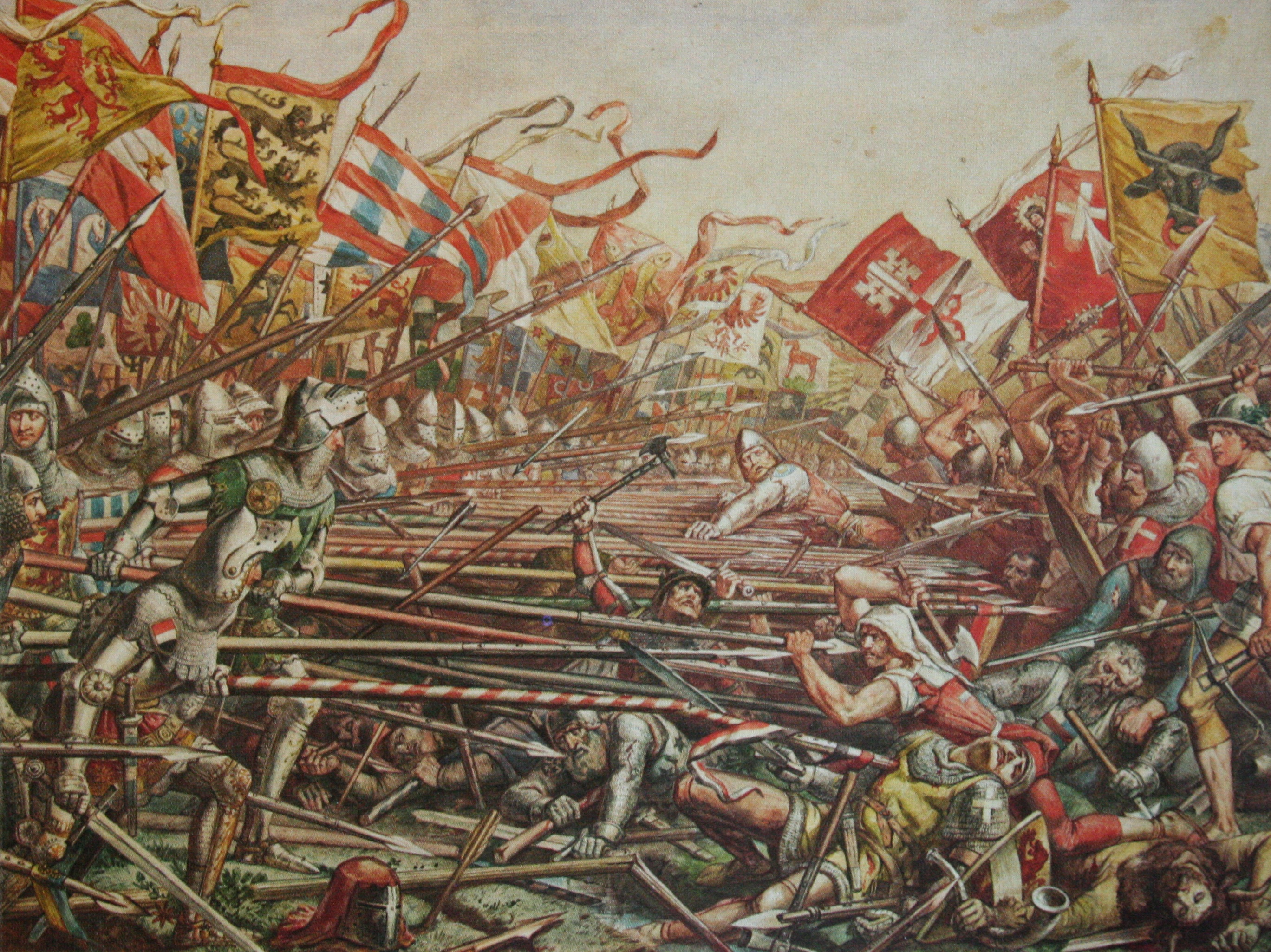
Schlacht von Sempach

Jauslin zeichne unter anderem die Umzüge für Bern (1882), das Kleinbasler Jugendfest (1883), Schaffhausen (1885), das Festalbum zur Sempacher Schlachtfeier (1886), mehr als ein Dutzend Umzüge der Basler Fasnacht sowie 1888, 1891 und 1894 das Zürcher Sechseläuten. Eine besondere Ehre war es für Jauslin, dass er 1898 den Umzug zur Eröffnung des Schweizerischen Landesmuseums zeichnen konnte. Die meisten Abbildungen erschienen als Reihenbilder auf grossen Bogen, zwei davon als Leporello.
Jauslin marschierte hin und wieder selbst kostümiert an den Umzügen mit. Seine grosse Gestalt und sein wallender Bart entsprachen ganz dem Bild, das sich die Menschen damals von ihren heldenhaften Vorfahren machten.

### Kalender

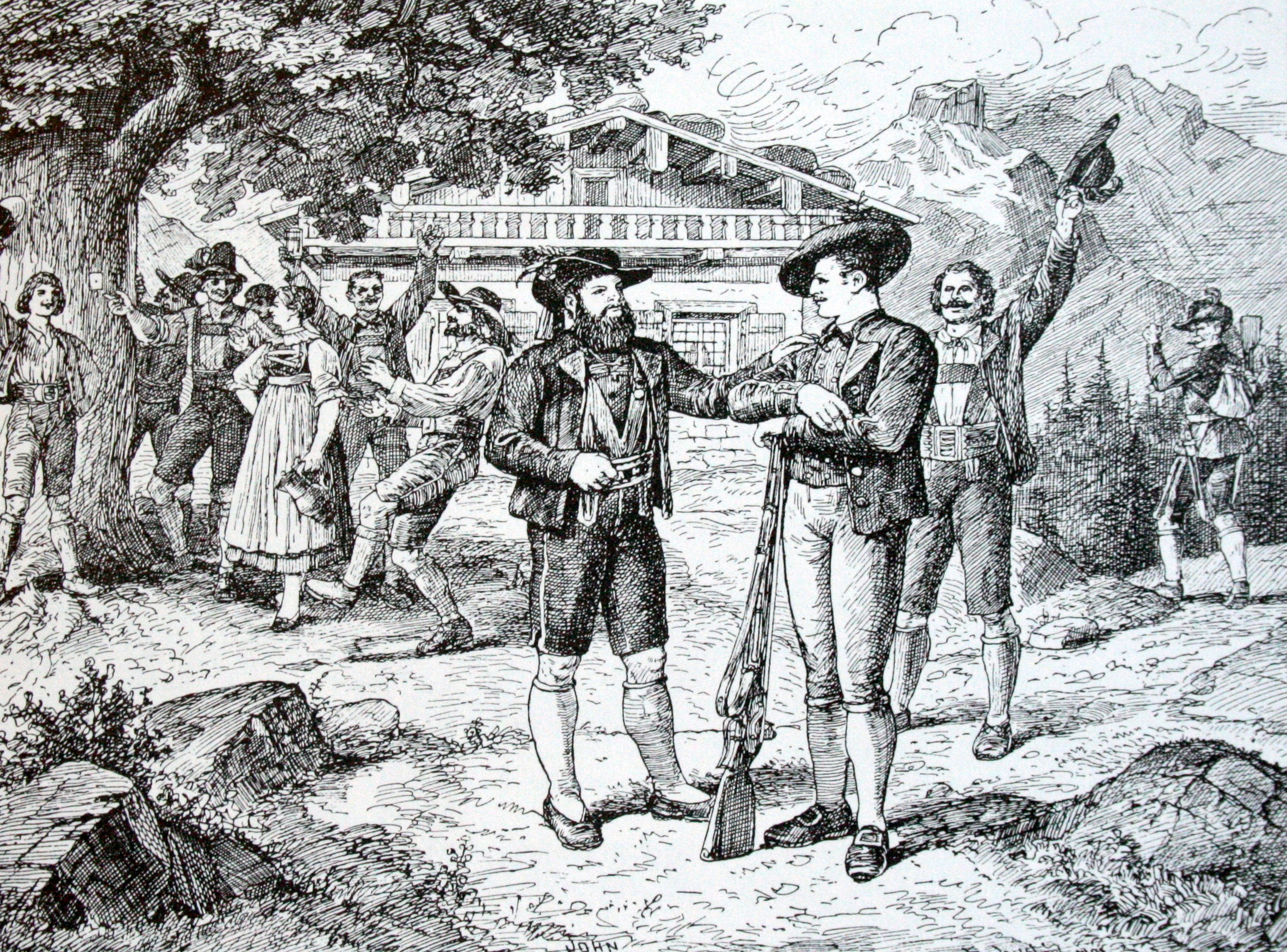
Kalenderillustration, 1901

Jauslin zeichnete für zwölf verschiedene Volkskalender, die für viele Menschen eine wichtige Quelle anschaulicher Informationen war. Den ersten Auftrag erhielt er 1874 von Buri & Jeker, die in diesem Jahr erstmals den Schweizerischen Miniatur-Almanach herausgaben. Etwa 400 Bleiftskizzen zu Kalendertexten sind erhalten. Die Abbildungen wurden von einem Xylographen seitenverkehrt verkleinert auf einen hölzernen Druckstock übertragen. Die Qualität der gedruckten Bilder hing wesentlich vom Stecher ab, der die Details plastisch herausarbeiten musste, um eine räumliche Wirkung zu erzielen.

### Bilderbogen und Buchillustrationen

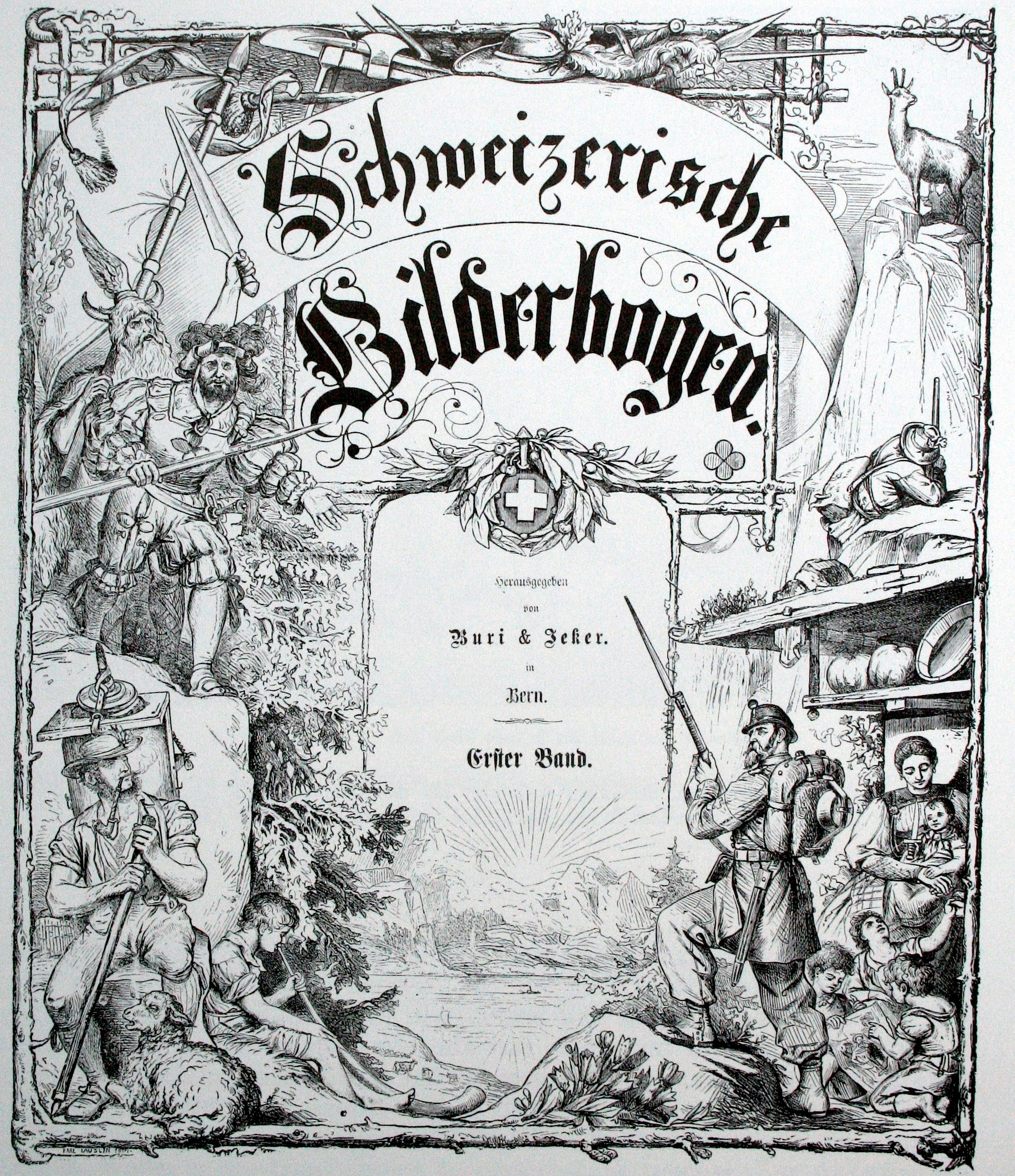

1874 erschienen im Verlag Buri & Jeker in Bern die ersten Blätter des Schweizerischen Bilderbogens. Die Zeichnungen zu den insgesamt 24 Blättern stammten grösstenteils von Jauslin. Mit den «Bilderbogen» wollten die Herausgeber eine populäre Serie schaffen, wie sie es in anderen Ländern bereits gab. Die Abbildungen waren alle schweizbezogenen und zeigten historische Momente und Szenen aus dem Volksleben. Die Bilderbogen fanden jedoch nicht den erhofften Absatz und wurden zu Jauslins grosser Enttäuschung nach 24 Ausgaben wieder eingestellt.
Seit circa 1885 erschien fast jährlich eine Publikation, an der Jauslin mitwirkte, so etwa die Schriftenreihe Illustrirte Schweizergeschichte des Zürcher Verlegers J. R. Müller, für den Jauslin auch den Kalender Vetter Jakob illustrierte. Weiter illustrierte er unter anderem 1882 das Buch Bilder aus dem Basler Familienleben von Emma Kron, 1893 die Mundartgedichte der Basler Schriftstellerin Albertine Nüsseler, 1898 Das Kinderbuch von H. Herzog sowie 1901 Hohentwiel und Ekkehard von Karl Weiss.

### «Bilder aus der Schweizergeschichte»
Die Bilder aus der Schweizergeschichte sind wohl Jauslins populärste und am weitesten verbreiteten Werke. Sie erschienen in verschiedenen Ausführungen:

#### Serie Müller-Landsmann (1885–1889)
Im Auftrag des Lotzwiler Zichorienfabrikanten Jakob Müller-Landsmann (1852–1905) schuf Jauslin eine erste Reihe Federlithografien mit 40 Blättern aus der Schweizergeschichte, die 1886 bei Völlmy in Basel gedruckt wurde. Die 72 Blätter in Serien zu 12 Stück waren auf billiges Papier gedruckt und trugen nur einen Titel, keinen Text. 1889 folgte eine erweiterte Ausgabe mit 60 Blättern, diesmal mit einem kurzen Begleittext.
Zu einer dritten Auflage gehörte ein kurzer Begleittext in Deutsch und Französisch. Die Serie beginnt mit den «Pfahlbauern» und endet mit der Schlacht von Laupen 1339. Geschichte und Sage sind bunt vermischt, ohne dass darauf hingewiesen wurde. Die Bilder dienten dem Fabrikanten als Werbegeschenke und gehören zu den ersten Zeugnissen dieser Werbepraktik.

#### Serie Birkhäuser (1887–1928)
Für den Birkhäuser Verlag in Basel zeichnete Jauslin ab 1889 eine zweite grosse Folge von Bildern aus der Schweizergeschichte. Es erschienen vier Auflagen:
- 1. Auflage 1897: 84 Blätter im Format von 27 × 36 cm, gedruckt auf Karton, Format 43 × 51 cm. Text in Deutsch und Französisch separat.
- 2. Auflage 1900: 90 Blätter im Format von 33 × 44 cm, gedruckt auf Karton, Format 53 × 64 cm. Text in Deutsch und Französisch separat.
- 3. Auflage 1908: 110 Blätter im Format von 15 × 20 cm, Text und Bilder zusammen gebunden.
- 4. Auflage 1928: 112 Blätter von Jauslin und 2 Blätter von Otto Plattner im Format von 27 × 36 cm, gedruckt auf Karton, Format 43 × 51 cm. Text und Bilder zusammen gebunden.

Die Texte stammten vom Basler Gymnasiallehrer Rudolf Hotz (1852–1917). Die Birkhäuserdrucke wurden als Phototypien gedruckt. Der Abdruck erfolgte direkt vom aquarellierten Original, dessen Qualität wurde ungeschmälert übernommen. Vorlagen sind keine mehr erhalten.
Die Serie Birkhäuser beginnt mit den «Höhlenbewohnern» und endet 1871 mit dem Übertritt der Bourbaki-Armee in die Schweiz. Etwa die Hälfte nimmt die Schilderung von Schlachten, Kämpfen, Überfällen und Belagerungen ein. Weiter werden zahlreiche Städte- und Burgengründungen gezeigt sowie einzelne Persönlichkeiten wie Königin Bertha oder Rudolf von Habsburg. Auch Themen aus der Sagenwelt werden dargestellt wie Kuno von Hohenrätien oder Heinrich von Winkelrieds Kampf mit dem Drachen.
Die Bilder entsprachen der damals weit verbreiteten Vorstellung der Geschichte als eine Abfolge von kriegerischen Ereignissen. Sie zeigen eine Vorliebe für zahlreiche Figuren und dramatische Bewegungen. Die dargestellten Personen bewegen sich in unmissverständlicher Mimik und pathetischer Gestik. Sie waren als Wandschmuck in Schulen und öffentlichen Gebäuden und privaten Räumen gedacht und erfüllten den Wunsch der Bevölkerung nach vaterländischen Bildern. Sie erfreuten sich grosser Beliebtheit, erlebten mehrfache Auflagen und wurden auch in Zeitungen und Kalendern veröffentlicht.

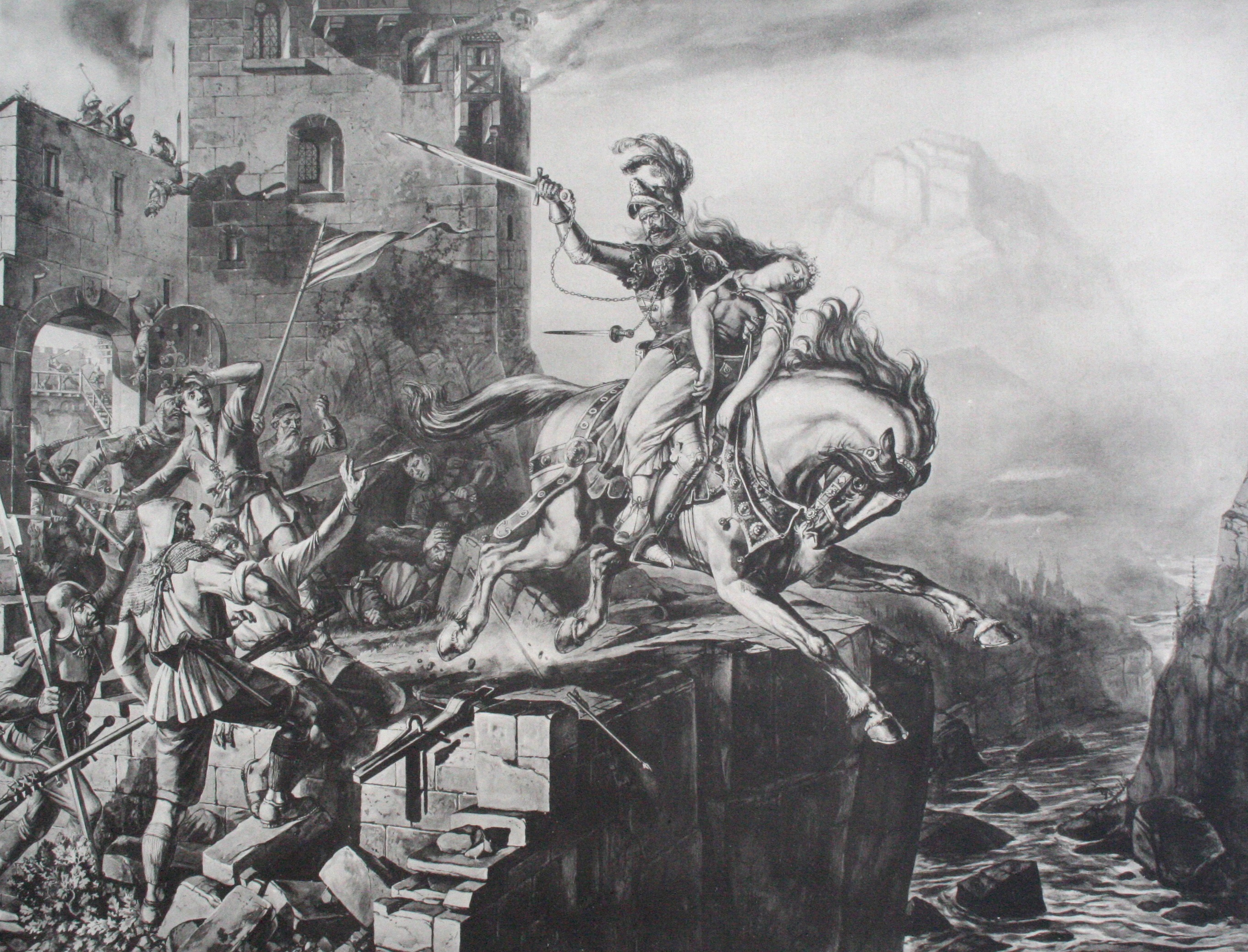
Kuno von Hohenrätien
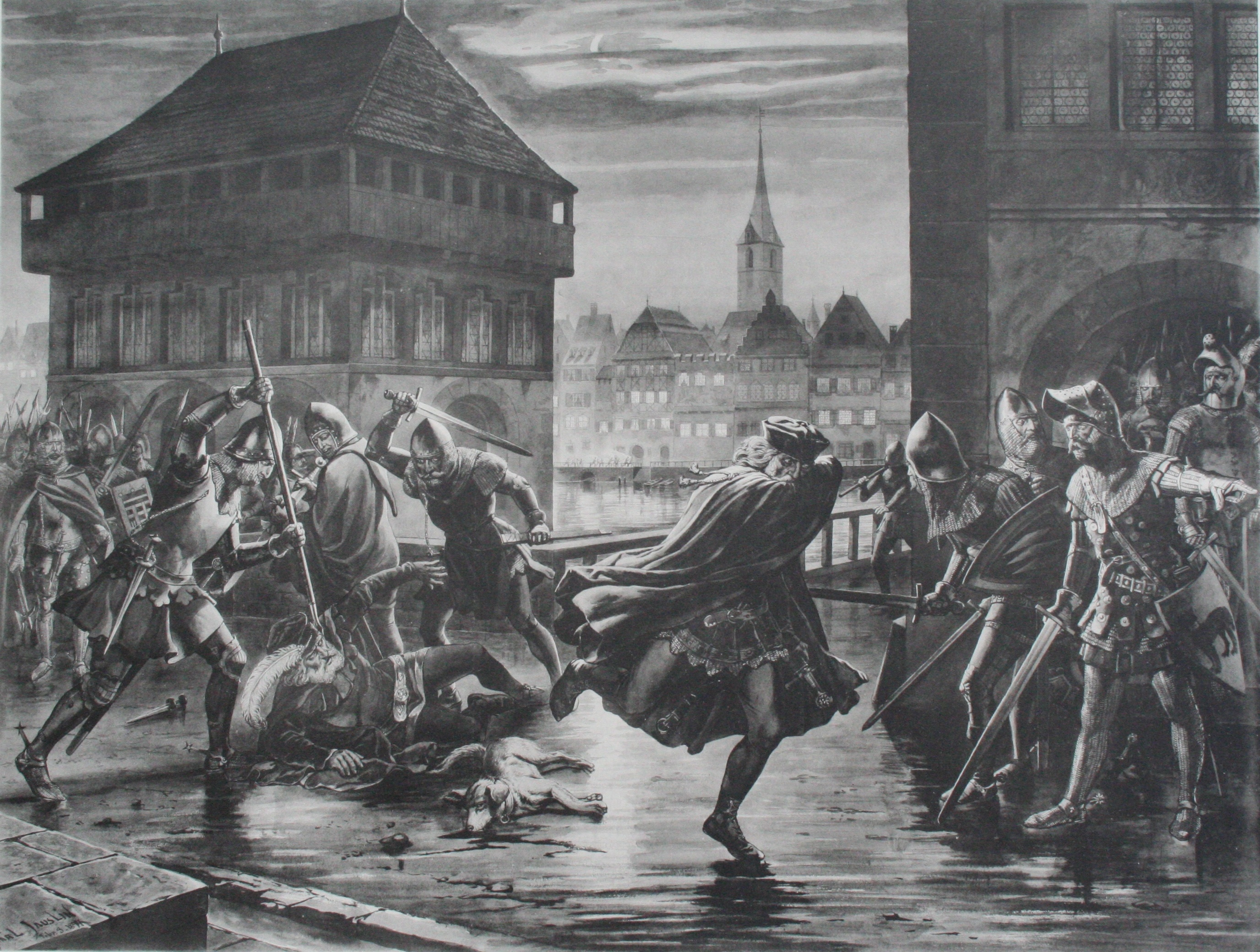
Zürcher Mordnacht
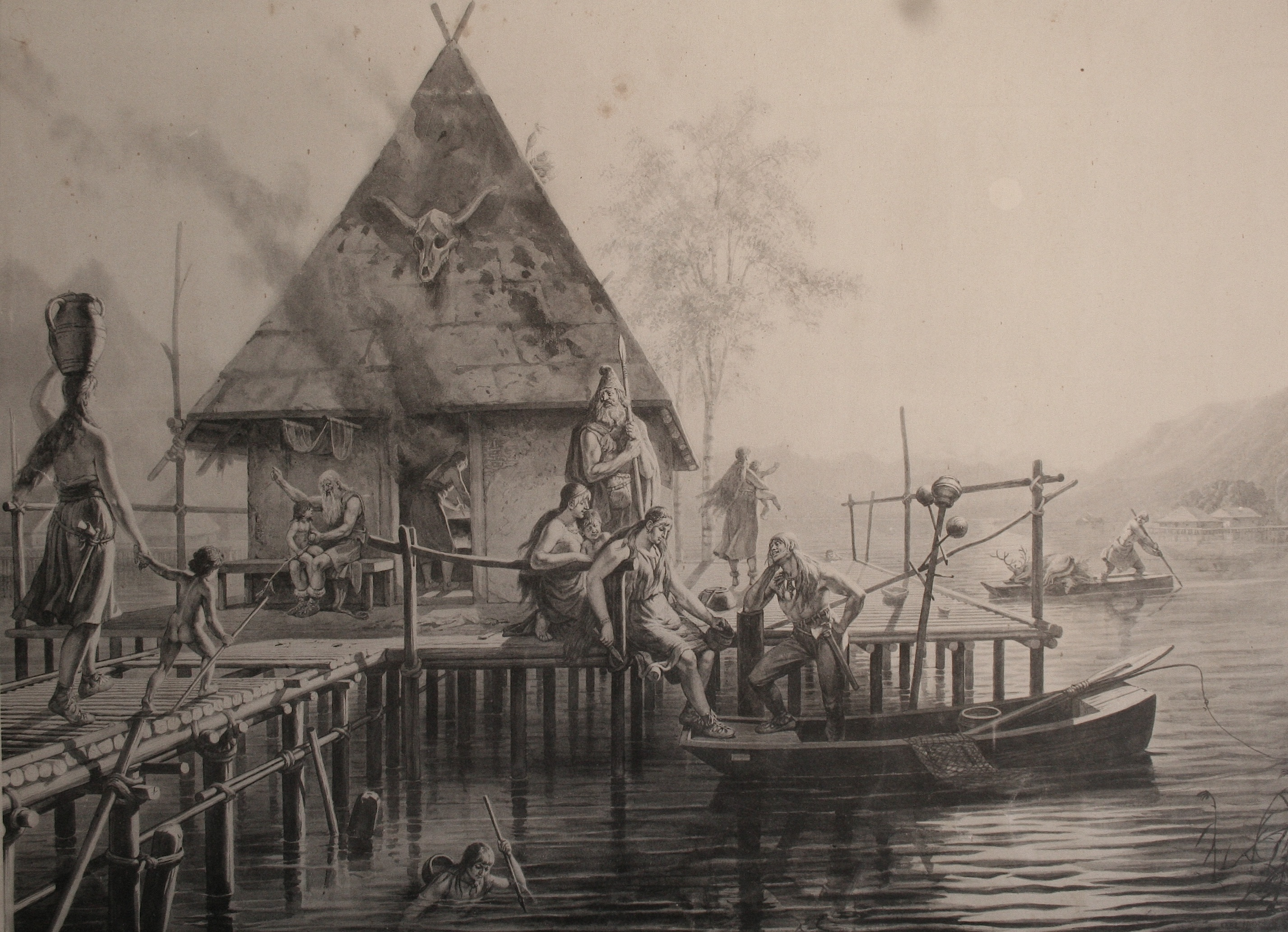
Pfahlbauer
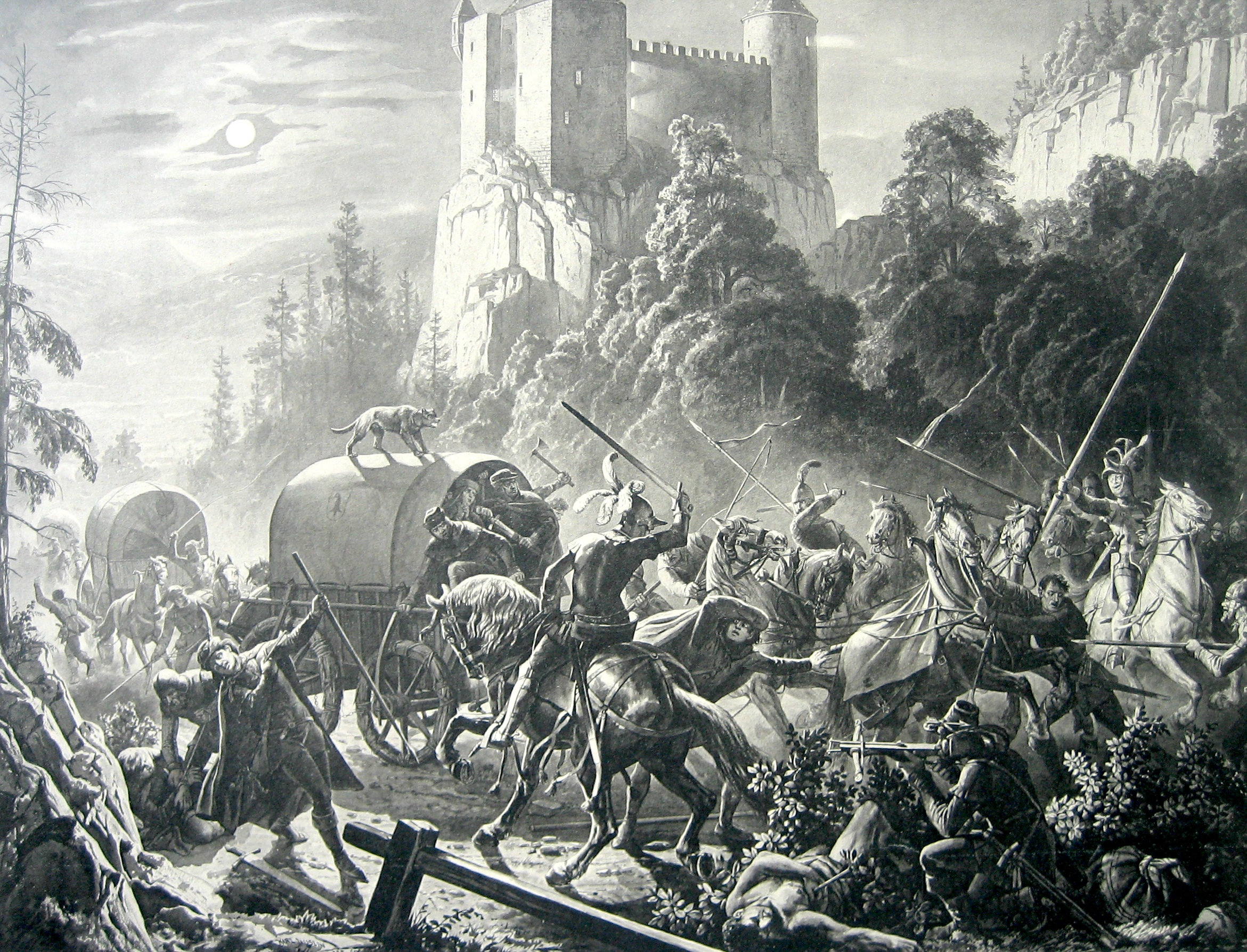
Überfall bei Falkenstein
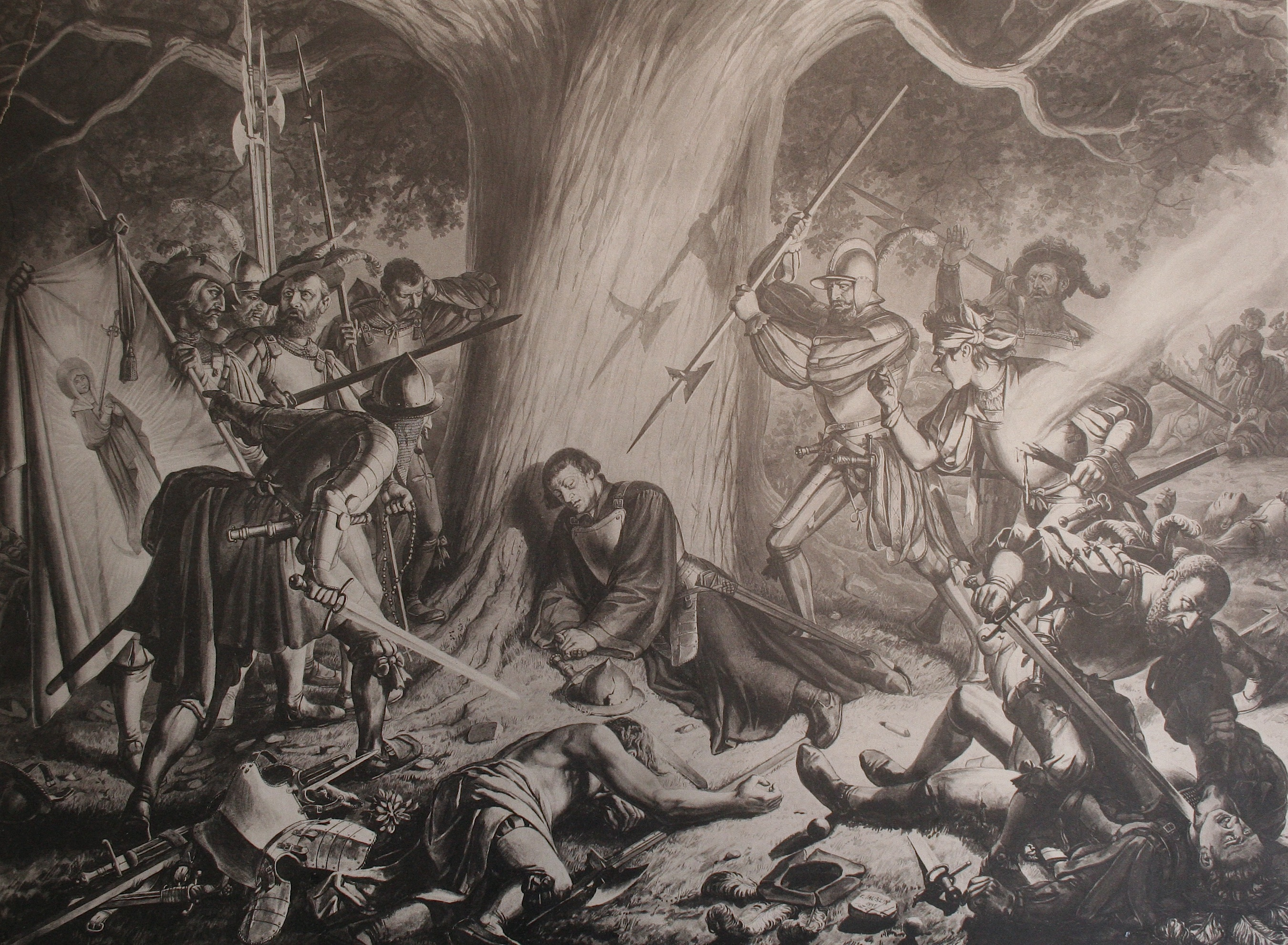
Die Ermordung Zwinglis
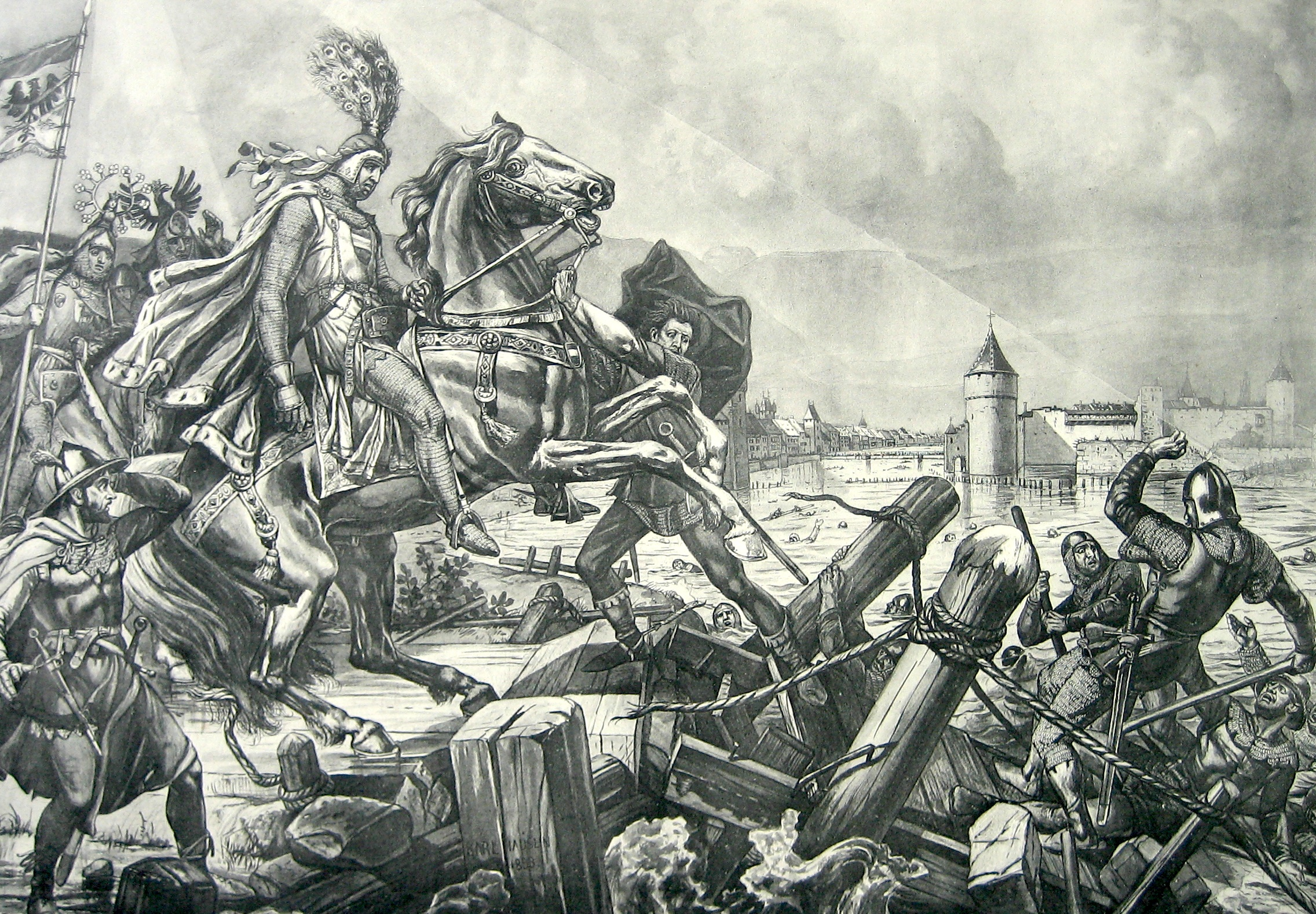
Die Belagerung Solothurns

### Werbung und Wandschmuck

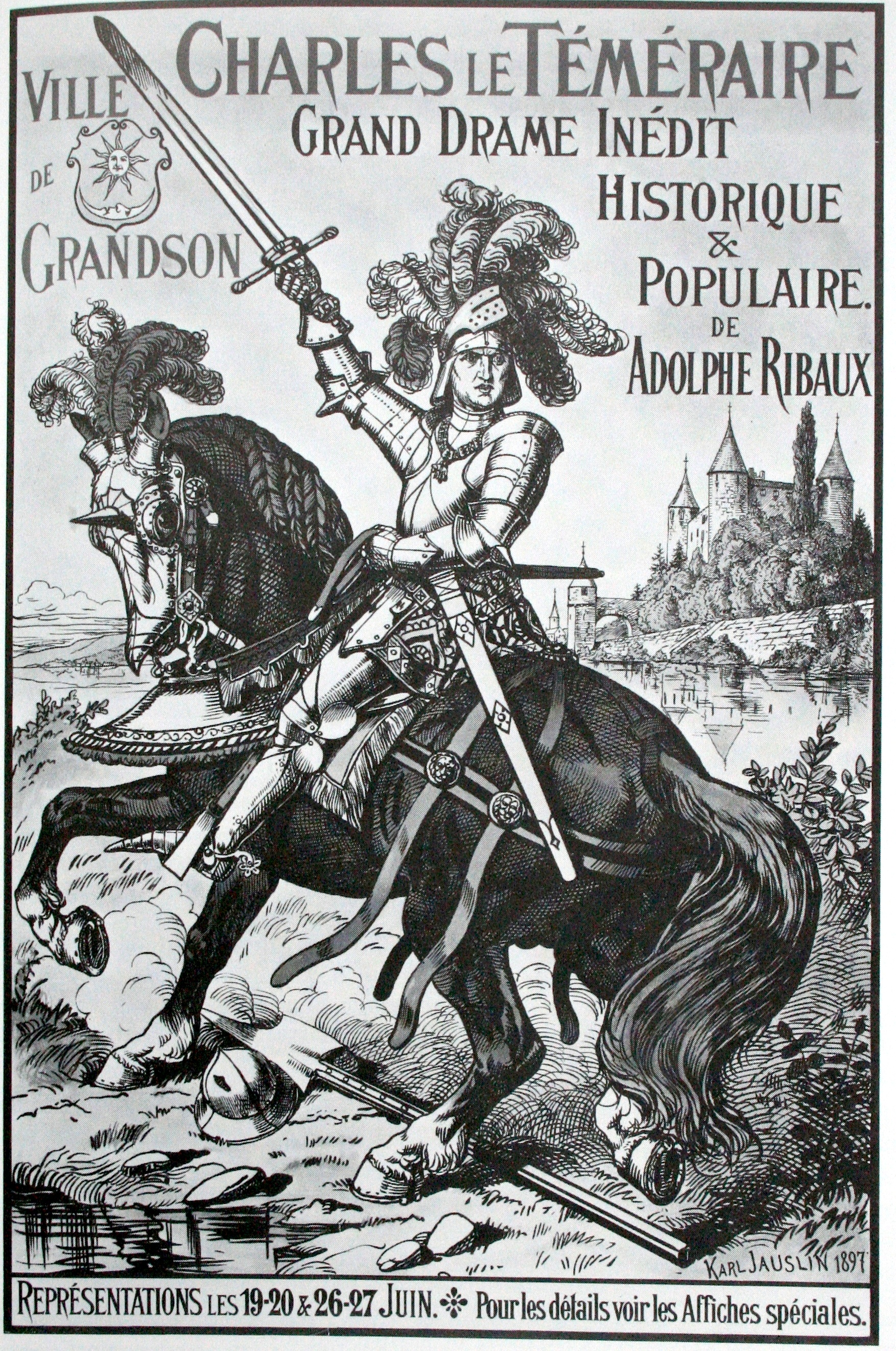
Plakat für Volksschauspiel, 1897

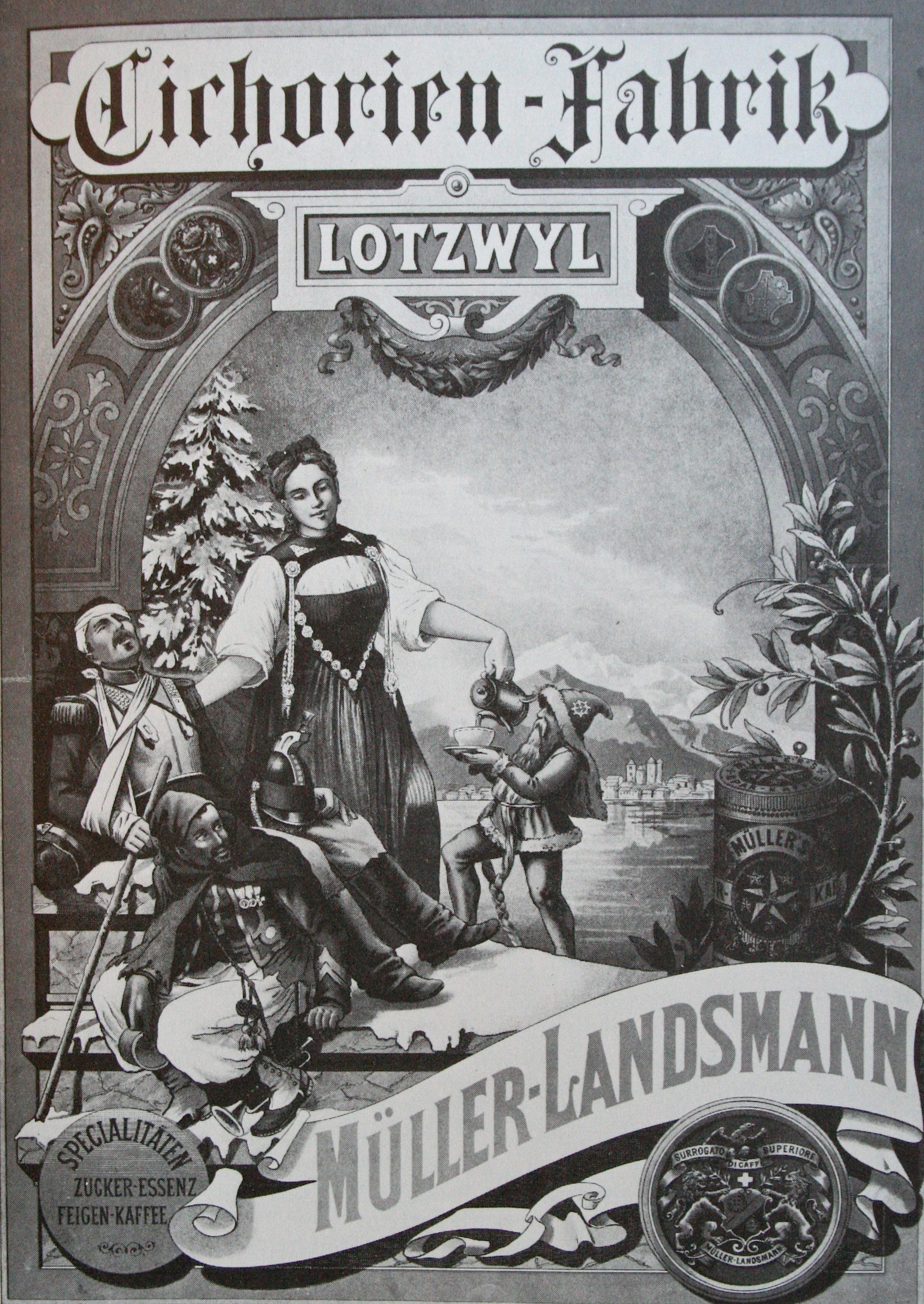
Reklameplakat

Jauslin zeichnete mehrere Werbeplakate, so zum Beispiel für seinen Förderer, den Zichorienfabrikanten Müller-Landsmann oder für Tinte der Firma Siegwart in Schweizerhalle. Zudem entwarf er Plakate für verschiedene offizielle Anlässe wie das Eidgenössische Schützenfest, die Gründungsfeier in Bern, Volksschauspiele sowie Reklamebildchen für verschiedene Firmen.
Eine gross angelegte Illustration zeigte die Belegschaft der Moos’schen Eisenwerke Luzern als Tross und Nachhut an der Sempacher Schlachtfeier von 1886. Neben dem Direktor Heinrich Meier (1838–1912) und mehreren Würdenträgern hat Jauslin auch sich selbst festgehalten, als stattlicher Herr mit Gehrock und Spazierstock. Nach fotografischen Vorlagen entstand 1889 eine Farblithografie mit dem schweizerischen Generalstab, der die Offiziere zu Pferd zeigt. Eine für den Export bestimmte vierteilige Bilderfolge zum Leben des Christoph Kolumbus entstand 1890.

### Malerei
Jauslins Wunsch, als Maler arbeiten zu können, erfüllte sich nicht; sein Brot verdiente er sich als Illustrator. Darum malte Jauslin nur wenig in Öl, häufiger verwendete er Temperafarben. Erhalten sind zwei grossformatige Ölgemälde: Würsch am Stanserhorn von 1886, eine Darstellung aus dem Nidwaldner Freiheitskampf, und das undatierte Die alten Schweizer tranken noch eins bevor sie in die Schlacht zogen.
1877 hatte er sich am Wettbewerb für die Ausmalung der Tellskapelle am Vierwaldstättersee beteiligt; den Zuschlag erhielt jedoch Ernst Stückelberg.
Jauslin malte gerne mit Aquarellfarben. Seine Bilder umfassen einerseits Darstellungen, in denen die Farben konventionell nebeneinander aufgetragen sind, andere, in denen die Farben ineinander fliessen. Die meist kleinformatigen Bilder zeigen neben sehenswerten Ansichten von Burgen und Schlössern auch unscheinbare Darstellungen wie das Laub eines Baumes, Wolken oder Steinen an einem Flussufer. Diese Darstellungen waren der Öffentlichkeit jedoch kaum bekannt.

### Wirtshausbilder
In Muttenz schmückte Jauslin zwei Wirtshäuser mit seinen Bildern: für die «Bierhalle», sein Stammlokal, malte Jauslin einen Bacchus und Der Abzug des letzten Ramsteiners. Dieses Motiv malte er öfters, weil es den noch lebenden Mitgliedern der Familie Ramstein sehr gefiel. Auch hier hatte Jauslin sich selbst dargestellt: Lachend wendet er den Kopf über die Schulter und prostet dem Betrachter zu.

### Bilder für militärhistorische Museen

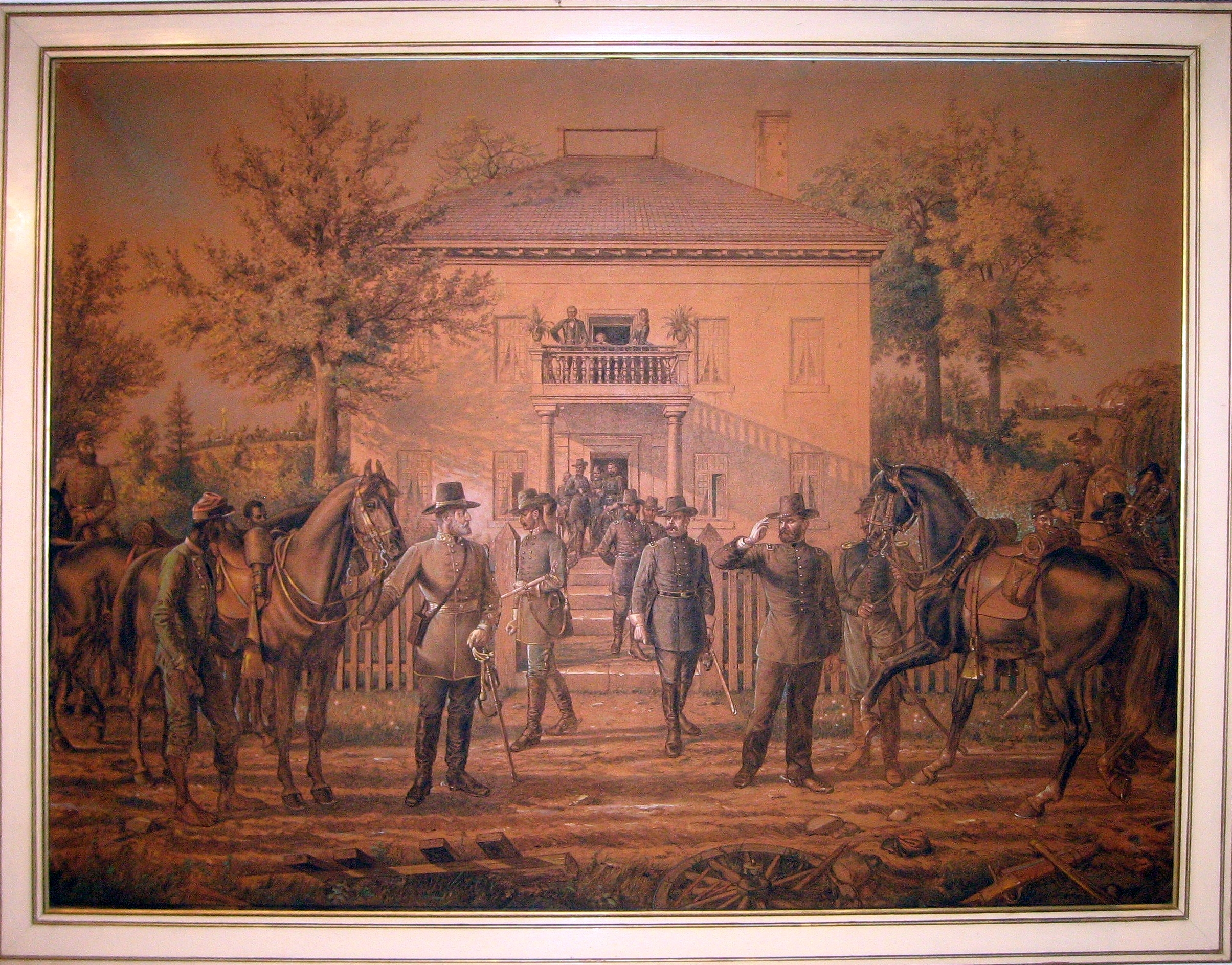
Darstellung aus dem amerikanischen Sezessionskrieg

Zwischen 1901 und 1904 entstanden zwei Serien von grossformatigen Historienbildern für Museen. Die erste Serie umfasste sechzehn Bilder und war für das 1902 eröffnete internationale Kriegs- und Friedensmuseum in Luzern bestimmt, die zweite Serie umfasste acht Bilder und wurde 1904 im «War Museum» an der Weltausstellung in St. Louis (USA) gezeigt. Die Aufträge für beide Serien kamen vom Aargauer Arzt und Militärhistoriker Heinrich Bircher.

### Verschiedene Arbeiten
Als bei der Renovation der Wehrkirche St. Arbogast in Muttenz 1880/1881 mittelalterliche Fresken entdeckt wurden, erhielt Jauslin den Auftrag, diese abzupausen und die Darstellung des Jüngsten Gerichts zu restaurieren, was er im Sinnen von Übermalen tat. Zusätzlich fertigte er verkleinerte Abbildungen von verschiedenen Szenen an.
Zu den Arbeiten, die nicht für die Öffentlichkeit bestimmt waren, gehörten rund 50 Bleistiftskizzen von Muttenzer Zeitgenossen, die er oft im Wirtshaus porträtierte.

### Jauslin als Dichter

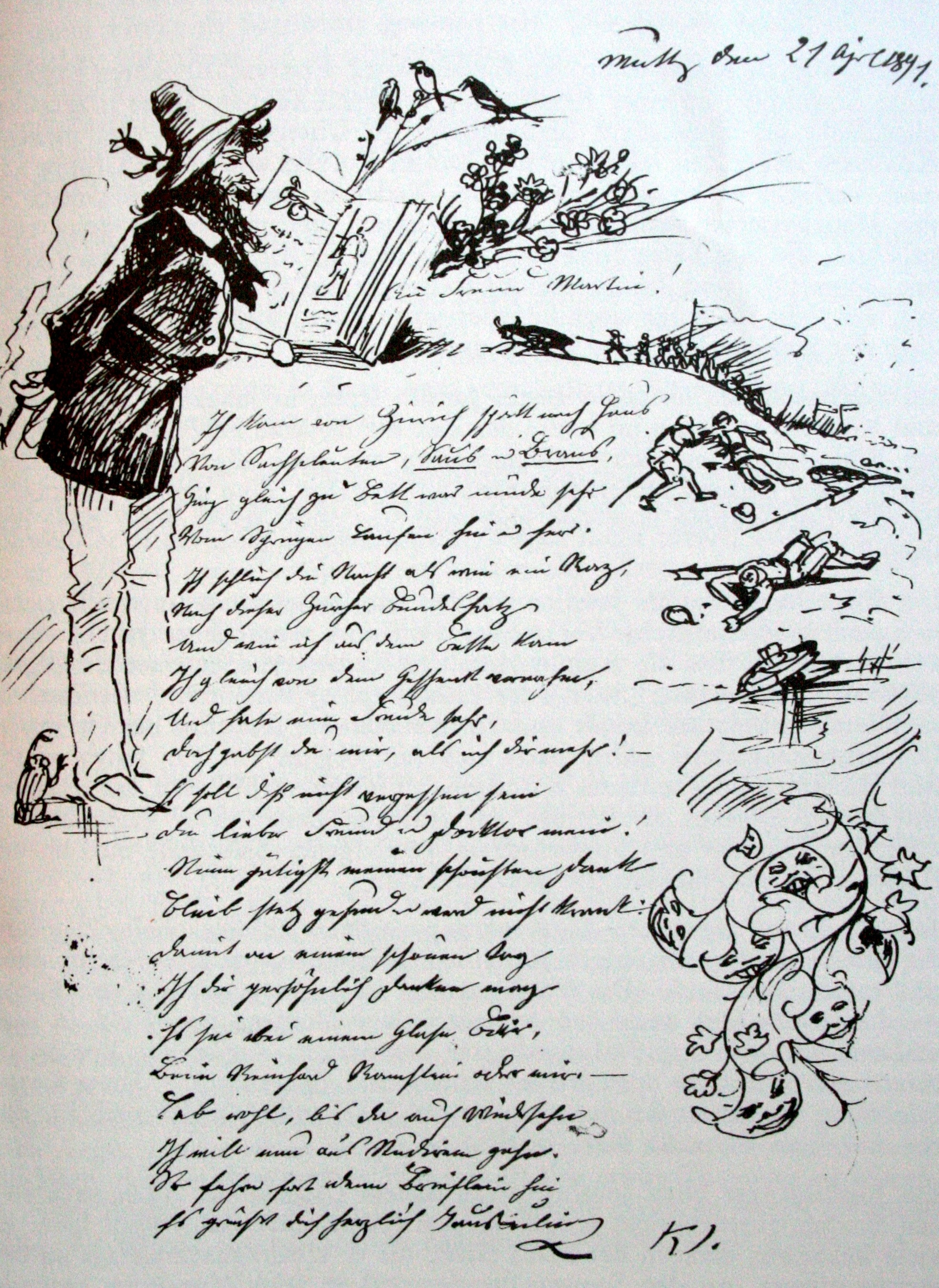
Brief Jauslins an seinen Freund Dr. Johannes Martin

In Jauslins Nachlass fanden sich gegen 200 Blätter mit Gedichten, in denen er Ereignisse in sprachlicher Form festhielt, darunter auch ein Volksschauspiel mit dem Titel Die Schlacht bei St. Jakob. Die frühesten Gedichte stammen aus dem Jahr 1859: Der 17-jährige Jauslin füllte damals 216 Seiten eines Büchleins mit seinen Gedichten. Seine sprachlichen Ausdrucksmittel waren und blieben auch später beschränkt. Die Endsilben reimten sich mehr schlecht als recht; das Versmass wurde wohl beachtet, aber nicht wirklich beherrscht. Auch Briefe an Freunde schrieb Jauslin oft in Versform.

## Jauslin als Künstler
Jauslin war zeit seines Lebens ein Einzelgänger. Auch wenn er an den Samstagabenden in der Wirtschaft seine Muttenzer Freunde traf, fehlte ihm die Bindung an einen geistig und künstlerisch kompetenten Freund, von dem er Kritik oder Anregungen hätte erfahren können.
Im Gegensatz zu den meisten Künstlern seiner Zeit schloss er sich nie einem Künstlerkreis an, noch verfocht er eine Kunsttheorie. Weder in der Maltechnik noch in seiner künstlerischen Auffassung war er einer Richtung verpflichtet. Auch eine künstlerische Entwicklung lässt sich an seinem Werk kaum ablesen. Er hatte nie in einem Lehrer-Schüler-Verhältnis gestanden und lernte vorwiegend aus Büchern. Die Kunstgeschichte war ihm vor allem aus Schwarz-Weiss-Reproduktionen bekannt und so spielte auch die Farbgebung in seinen Werken kaum eine Rolle.
Die Physiognomien der dargestellten Personen wirken stereotyp, Jauslin war kein Porträtist. Im Gegensatz zu anderen Historienmalern arbeitete er nicht mit Modellen, sondern mit Darstellungen aus seiner umfangreichen Bibliothek.

## Karl Jauslin-Sammlung

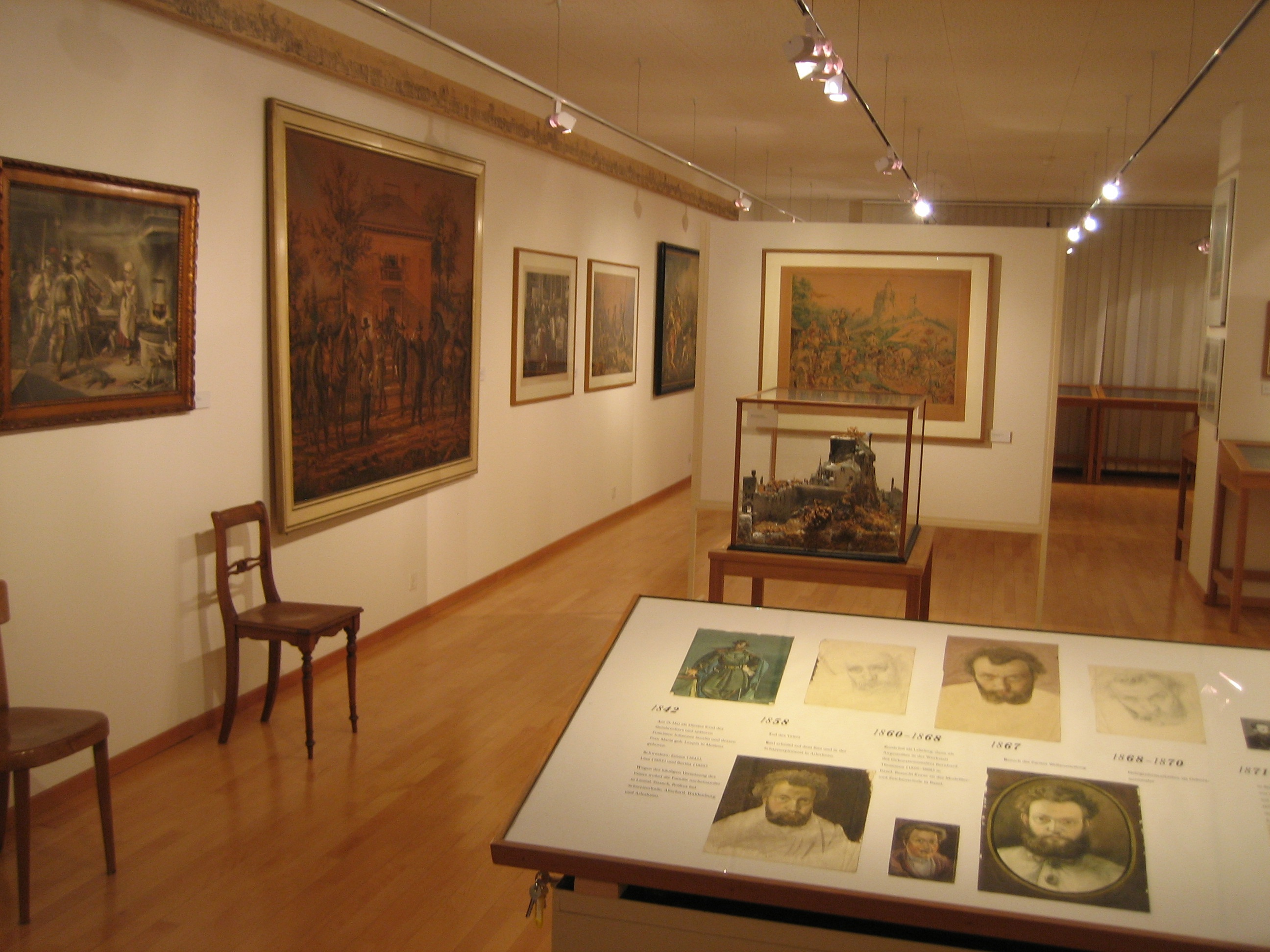
Im Jauslin Museum

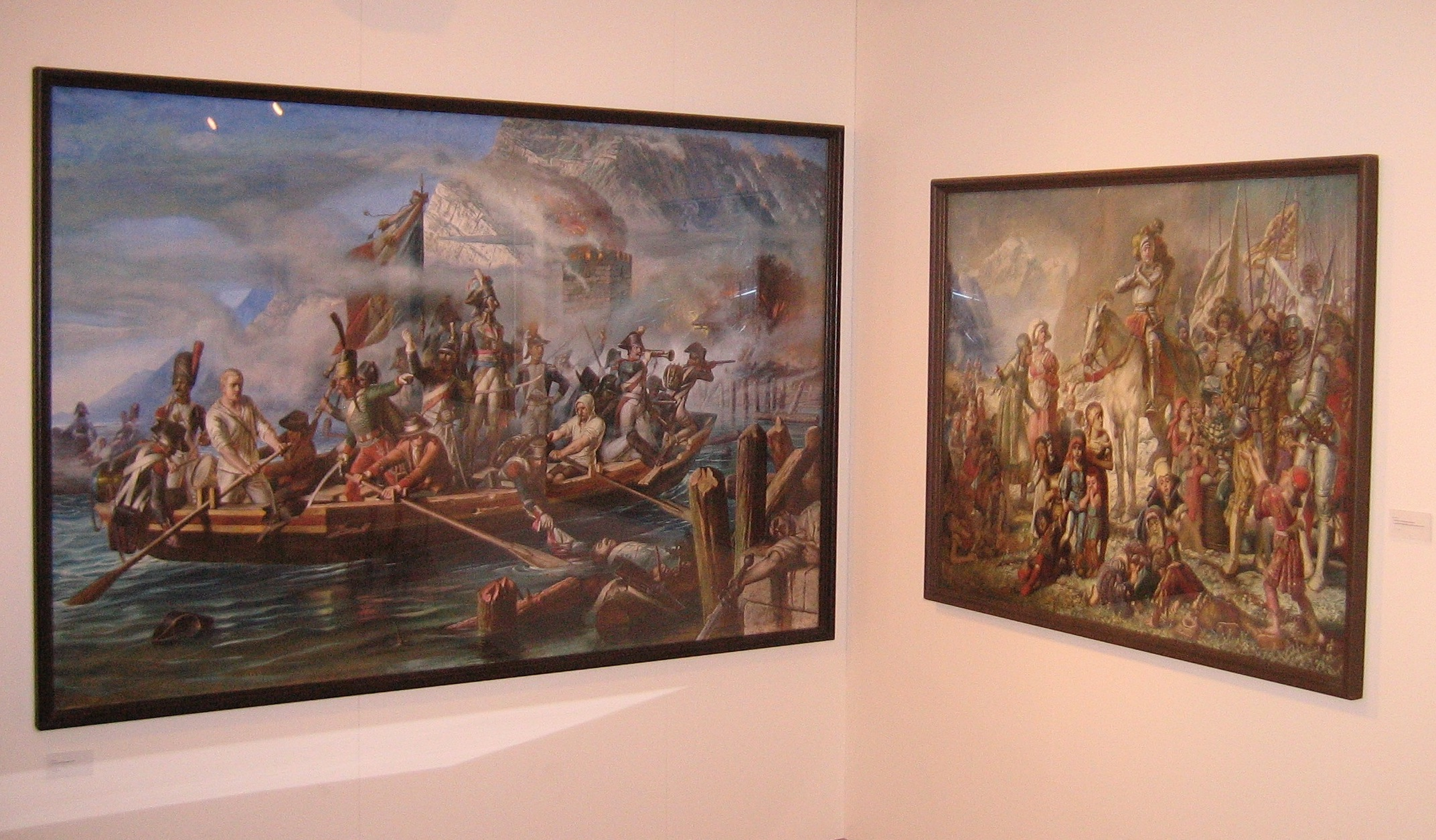

Nach Jauslins Tod wurde sein künstlerischer Nachlass von seiner Schwester Lina bis zu ihrem Tode 1948 verwaltet. Sie hatte ihn in den 1930er Jahren der Gemeinde Muttenz vermacht mit der Bedingung, dass das Werk ihres Bruders der Öffentlichkeit zugänglich gemacht werde. Nach Lina Jauslins Tod wurde der Nachlass lange im Keller des Gemeindehauses aufbewahrt. Mit der Gründung des Ortsmuseums im Jahre 1972 konnte die gestellte Bedingung erfüllt und ein grosser Raum im Dachgeschoss dem Werk Jauslins gewidmet werden.
Kuratorin dieser Sammlung war von 1976 bis 2014 Hildegard Gantner-Schlee. Sie erstellte ein Inventar, in das jedes Objekt mit einer Nummer und einem Namen eingetragen wurde. Den weitaus grössten Teil machen Bleistiftzeichnungen aus, vor allem Illustrationen für Volkskalender, Broschüren und Bücher.
2011–2014 wurde die Sammlung digitalisiert. Die Datenbank umfasst über 5000 Einträge.
Die von Grund auf neu gestaltete Ausstellung im Ortsmuseum Muttenz wurde im August 2014 eröffnet. Jauslins Bilder sind immer wieder als Buchillustrationen gefragt und Originale werden für Ausstellungen im In- und Ausland ausgeliehen.